# 杨振声 (教育家)

杨振声

杨振声（1890年—1956年），字今甫，亦作金甫，笔名希声，山东蓬莱（今蓬莱市）水城村人，现代教育家、作家，教授，曾任国立青岛大学（今山东大学）校长。

## 生平

### 早年
少年时在家鄉读书。1919年毕业于北京大学。1920年春，赴美国哥伦比亚大学攻读教育学，获博士学位后，又入哈佛大学攻读教育心理学。1924年，杨振声回国，主要从事教育，历任中山大学、武汉大学、燕京大学教授，后任清华大学教授、教务长兼文学院院长、中文系主任。

### 出任国立青岛大学校长
1928年济南“五三”惨案发生后，省立山东大学停办。南京政府下令将其改建为国立青岛大学，由教育家蔡元培举荐，1930年5月杨振声出任國立青岛大学校长。蔡元培主政北京大学时，倡导学术自由，“兼容并包”，打破门户之见，广揽有学识的各方面专家学者到北大任教，使北大呈一时之盛。杨振声出任青岛大学校长時，以蔡元培为榜样，延聘有学术水平、热爱教育事业的人才到校任教，使刚建校不久的大学拥有一支高水平的师资队伍，使其他大学羡慕不己。当时，闻一多任文学院院长兼中文系主任，梁实秋任外文系主任兼图书馆馆长，黄敬思任教育学院院长兼教育行政系主任，黄际遇任理学院院长兼数学系主任，王恒守任物理系主任，曾省任生物系主任，赵太侔任教务长。另有杜光勋、游国恩、张煦、沈从文、傅鹰，及稍后到来的老舍、洪深、任之恭、王淦昌、童第周等。 除师资外，杨振声十分看重学校的图书馆和实验室的建设，他把这一工作视作盖房子打基础。同时他很重视图书、设备的管理和利用，他任校长时期，主持建造了科学馆，图书馆建设也颇有水平。杨振声主张从严治校，主持制定了完备的规章制度，使学校工作能按部就班有序进行，这样可使学校形成优良的校风，造就有用之才。杨振声尤重视办学质量，他在校内实行淘汰制，规定比许多名校更严的制度，形成很高的淘汰率。杨振声在学校内重视开展学术活动，带头进行学术演讲，请校内外学者名流繁荣学术，鼓励师生们建立学术社团，创办学术文艺报刊。杨振声任校长两年，为学校后来的发展做了大量工作，做出了为人们肯定的重要贡献。

### 抗戰時期
1938年，任西南联合大学教授兼叙永分校主任、中文系教授。

### 抗戰勝利後
1946年—1952年任教于北京大学。中华人民共和国成立后，兼北京市文联创作部部长。1952年，调长春东北人民大学任教授兼中国文学史教研室主任。
1956年病逝于北京。

## 事蹟
- 早在北京大學就读期间，因与许德珩等同学参加反对卖国贼陆徵祥、曹汝霖和火烧赵家楼活动，曾被北洋军阀逮捕。1932年，为维护教育独立，抵制国民党和军阀干预，毅然辞掉大学校长职位。
- 1934年，受国民政府委托，担任在英国举办的“中国艺术国际展览会”主持人。当得知古物展出后将换军火打内战时，便拂袖而去。中华人民共和国成立前夕，他坚辞国民党去台湾的邀请。
- 他不仅从事高等教育，而且重视中、小学教育，曾亲手编写了《抗日救国中小学国文教科书》、《实验小学国文教科书》。其一生著述颇丰。在读书期间，就陆续发表了《渔家》、《一个兵的家》、《贞女》、《磨面的老王》等反映社会问题的小说。
- 1924年，又发表了代表作中篇小说《玉君》，被鲁迅誉之为“极要描写民间疾苦”的作家。
- 抗日战争、第二次国共内战期间，创作了许多联系现实斗争的丰富多彩的杂文、文学评论和小说，表达了反侵略战争的强烈爱国主义思想，逐渐成为一个具有独特风格的现实主义作家。其文学创作，为“五四”新文学的发展做出了积极贡献，在中国现代文学史上占有一定地位。